# Jeremias Kaligiorgis
Jeremias Kaligiorgis (griechisch Ἱερεμίας Καλλιγιώργης - Ieremías Kalligiórgis; * 17. Januar 1935 in Kos; † 20. Juni 2025 ebenda) war Metropolit der Schweiz und Exarch von Europa des ökumenischen Patriarchats.

## Leben
Er studierte von 1948 bis 1952 am Seminar von Patmos, von 1952 bis 1959 an der theologischen Schule von Halki (Heybeliada bei Istanbul). Am 9. August 1959 wurde er zum Diakon ordiniert und für weitere Studien nach Paris geschickt. 1963 schloss er am Institut Supérieur de Liturgie des Institut Catholique de Paris als Peritus Sacrae Liturgiae ab. Er besuchte auch Kurse in Paläographie an der Sorbonne.
Am 26. Juli 1964 wurde er vom Metropoliten Meletios von Frankreich zum Priester geweiht. Danach war er als Priester der Diözese des Patriarchats in Frankreich (Métropole orthodoxe grecque de France) tätig, zunächst als Generalvikar, ab 1971 als Titularbischof von Sassima, ab 1988 als Metropolit.
Von 1992 bis 1997 war er Vizepräsident der Konferenz Europäischer Kirchen und von 1997 bis 2002 deren Präsident.
Im Januar 2002 wurde er vom französischen Präsidenten zum Ritter der Ehrenlegion ernannt.
Seit dem 20. Januar 2003 war er Metropolit der Schweiz mit Sitz in Genf und Leiter des Centre orthodoxe du Patriarcat œcuménique in Chambésy bei Genf.

## Tod
Kaligiorgis starb am 20. Juni 2025 im Alter von 90 Jahren in Kos.